# Axente Sever
Axente Sever – wieś w Rumunii, w okręgu Sybin, w gminie Axente Sever. W 2011 roku liczyła 2114 mieszkańców.